# خايمي نيلسن
روشيل جيلمور (بالإنجليزية: Rochelle Gilmore) مواليد 14 ديسمبر 1981 في نيوساوث ويلز، أستراليا، هي دراج أسترالية سابقة. شاركت وحققت ميدالية في دورة ألعاب الكومنولث.

## روابط خارجية
- خايمي نيلسن على موقع الاتحاد الدولي للدراجات (الإنجليزية)
- خايمي نيلسن على موقع أرشيف الدراجات (الإنجليزية)
- خايمي نيلسن على موقع إحصائيات الدراجات الإحترافية (الإنجليزية)
- خايمي نيلسن على موقع نسبة الدراجات (الإنجليزية)
- خايمي نيلسن على موقع CycleBase (الإنجليزية)
- خايمي نيلسن على موقع اتحاد ألعاب الكومنولث (مؤرشف) (الإنجليزية)
- خايمي نيلسن على موقع دورة ألعاب الكومنولث 2006 (مؤرشف) (الإنجليزية)